# グサッとアカデミア
『グサッとアカデミア〜中山&林先生の女性に刺さる幸せ講義〜』（グサッとアカデミア なかやま・はやしせんせいのじょせいにささるしあわせこうぎ）は、日本テレビ系列で2015年から不定期に放送されているバラエティ特別番組。

## 概要
東進ハイスクール講師の林修が悩める女性芸能人にキレイごと抜きの辛口講義。グサッと刺さる厳しすぎる現実、女性の幸せへの近道を教える。

## 出演者

### 司会者
- 林修（東進ハイスクール講師）
- 中山秀征
- 水卜麻美（日本テレビアナウンサー） - 第4回から出演。

### アシスタント
- 笹崎里菜（日本テレビアナウンサー） - 第2回のみ出演。

## 放送日時
| 回数  | 放送日時      | 曜日   | 放送時間      | 備考                 |
| ----- | ------------- | ------ | ------------- | -------------------- |
| 第1回 | 2015年10月4日 | 日曜日 | 13:15 - 14:15 |                      |
| 第2回 | 2016年2月13日 | 土曜日 | 13:30 - 15:30 | 『土曜特番』枠で放送 |
| 第3回 | 2016年6月9日  | 木曜日 | 19:00 - 20:54 |                      |
| 第4回 | 2017年5月18日 | 木曜日 | 19:00 - 20:54 |                      |
| 第5回 | 2018年3月8日  | 木曜日 | 19:00 - 20:54 |                      |
| 第6回 | 2019年7月18日 | 木曜日 | 19:00 - 20:54 |                      |

## 主なスタッフ
- 企画・演出：安島隆
- 構成：林田晋一、安部裕之（共に第1回-）、デーブ八坂（第3回-）、飯塚大悟（第4回-）
- クイズ構成：矢野了平（第6回）
- TM：木村博靖（第3回-）
- SW：小林宏義
- CAM：高野信彦（第1,3,4,6回）
- MIX：滝口祐造（第4回-）
- VE：古手川大（第6回）
- 照明：沖野貴信（第6回）
- 編集：加納敏行（第5回-）
- MA：飯塚雄一（第6回）
- 音効：小田切曉
- 美術：大川明子（第6回）
- デザイン：熊崎真知子（第1回-）、津島美樹（第1回はロゴデザイン）
- 技術協力：NiTRO
- 美術協力：日テレアート
- モニター：ミジェット（第4回-）
- リサーチ：野村直子（第3回-）、村田恭子、柴田正子（村田・柴田→第5回-）
- TK：長坂真由美
- デスク：小林祐子
- 演出補：稲葉一馬、福岡蓮太、碓井里江子、後藤拓也、中村友美、杉崎采耶、目代将人、佐藤優里、上田真悠子、雨宮優、邊見朋輝（後藤→第4,6回、その他→第6回）
- AP：吉田恵美、星拓馬、明田未妃、山脇瞳、豊田侑吏恵（豊田→第4回は演出補、全員→第6回）
- ディレクター：小川大輔、前川コーファン(善郎)、滝田靖明、本田拓也、中山暢浩、吉田雅司、大輪和孝、白石公太（前川→第5回は善郎名義、吉田・白石→第5回-、その他→第6回）
- 演出：井上圭、吉川真一朗（吉川→第5回まではディレクター）
- プロデューサー：宮崎慶洋（第4回-）、城下直子（第4回-）、島田勇夫（第5回-）、内山大輔（第1,3,4回-）、橋本孔一（第4,6回）、城野麻衣子（第5回-）、末永英俊（第5回-）、山下仁志（第6回）
- チーフプロデューサー：横田崇（第6回、第1,3回は企画兼務、他回はプロデューサー）
- 制作協力：AX-ON（第4回-）、Gothic（第3回-）、THE WORKS（第4,6回）、Sp!ce Factory（第5回-）
- 製作著作：日本テレビ

### 過去のスタッフ
- 構成：佐藤大地（第1回）
- TM：江村多加司（第1回）
- CAM：中村哲也（第5回）
- MIX：林英毅（第1回）
- VE：斎藤孝行（第1回）、塩原和益（第3回）、三山隆浩（第4回）、杉本裕治（第5回）
- 照明：千葉雄（第1回）、藤山真緒（第3,4回）、池長正宏（第5回）
- 編集：小澤章二（第3回）、佐藤貴之（第4回）
- MA：山本宗太（第4,5回）
- モニター：ジャパンテレビ（第3回）
- 美術：牧野沙和（第4,5回）
- リサーチ：ビスポ（第1回）、宮沢恵里菜（第3,4回）
- データ協力：株式会社メディア・マーケティング・ネットワーク（第1回）
- 演出補：水谷美里、田中大道（第1回）、安田真之（第1,3,4回）、増田剛、関口ケント、小林祐一、平本直之、菅田裕之、坂井遥香、樋山晶憲（第3回）、袖山淳、湯谷彰人、下村健郎、佐藤千嘉、永木莉英子、池田拓哉（全員→第4回）、山田裕大、西岡伊吹、三浦芳、大野恭介、酒井俊也、石井護、江藤博文、吉岡弘晃、池田雅美（全員→第5回）
- AP：武藤健志（第1回）、相馬令子、長正路美香、辻圭一郎（第3回）、森川高行、藤田志帆（共に第4回）、増田楓、中條紗佳（共に第4,5回）、渡辺紘子（第5回）
- ディレクター：双津大地郎（第1回）、神田洋介、宮原健、廣田彰大（第1,3回）、橋本伸行、高橋悠美子（第3回）、濱本美香、加藤大樹、松木大輔、町田亘、須田岳未、山本紗智子（第4回）、今村光宏（第1回はチーフD、第3回は演出）、安田太地（共に第4,5回）、田中雄大、川崎敬、福岡隆幸、小澤昌史（全員→第5回）
- 演出：渡辺春佳（第4回）
- プロデューサー：三浦佳憲（第1,3,4回）、竹谷和樹（第1,3,4,5回）、久田誠司（第3回、第1回はAP）、大橋豪（第3回）、井上裕次、前田美和、伊藤実枝子（共に第5回）
- チーフプロデューサー：道坂忠久（第5回まで）
- 制作協力：ZION（第1,3-5回）、Big Face（第3回）、ROFL（第5回）